# Гакенберг, Леонтий Августович
Леонтий Августович (Гакенберг) Текелин (1881—1921) — русский военный деятель, подполковник Генерального штаба; полковник Белой армии (1919). Герой Первой мировой войны.

## Биография
В службу вступил в 1899 году после получения домашнего образования. В 1902 году после окончания Одесского военного училища по I разряду произведён в подпоручики и выпущен в Замосцкий 60-й пехотный полк.
С 1904 года участник Русско-японской войны в составе Сибирского Барнаульского 12-го пехотного полка 4-го Сибирского армейского корпуса, был ранен и контужен. В 1905 году за боевые отличия произведён в поручики. За боевые отличия награждён Анненским оружием «За храбрость», орденами Святой Анны и Святого Станислава 3-й степени с мечами и бантом и орденом Святого Станислава 2-й степени с мечами.

В 1909 году произведён в штабс-капитаны — командовал ротой. В 1914 году после окончания Николаевской военной академии по I разряду произведён в капитаны — обер-офицер штаба Приамурского военного округа. С 1914 года участник Первой мировой войны — заведующий разведчиками 29-го армейского корпуса. С 1915 года старший адъютант штаба 29-го армейского корпуса. Высочайшим приказом от 21 ноября 1915 года за храбрость награждён Георгиевским оружием: 
За то, что в бою 12-го февраля 1915 года, состоя заведующим разведчиками при штабе 29-го армейского корпуса под крепостью Перемышль, по собственной инициативе совершил воздушный полёт под сильным артиллерийским и пулемётным огнём противника и составил кроки неприятельских позиций, которые дали возможность начальникам правильно направить удар, что существенно повлияло на успешное овладение передовыми позициями северного фронта крепости Перемышль
С 1916 года старший адъютант штаба 121-й пехотной дивизии. С 1917 года подполковник — и.д. штаб-офицера для поручений по авиации, с  18 июня 1917 года — начальник контрразведывательного отделения Отдела генерал-квартирмейстера штаба 1-й армии.
После Октябрьской революции — служил в РККА в штабе Приволжского военного округа. С 1918 года участник Белого движения в армии адмирала А. В. Колчака — и.д. начальника мобилизационного отдела Главного штаба. С 1919 года полковник — и.д. начальника осведомительного отдела Главного штаба и и.д. начальника общего отдела Управления генерал-квартирмейстера при Верховном главнокомандующем, был председателем Военно-экономического общества Сибири. С 1920 года в плену, в заключении в Бутырской тюрьме. Содержался в Архангельском и Пертоминском лагерях. Расстрелян 19 марта 1921 года под Архангельском..

## Награды
- Орден Святого Станислава 3-й степени с мечами и бантом (ВП 1904)
- Орден Святой Анны 3-й степени с мечами и бантом (ВП 1904)
- Орден Святой Анны 4-й степени «За храбрость» (ВП 1904)
- Орден Святого Станислава 2-й степени с мечами и бантом (ВП 1904)
- Орден Святой Анны 2-й степени (ВП 02.06.1912)
- Орден Святого Владимира 4-й степени с мечами и бантом (ВП 16.03.1915)
- Георгиевское оружие (ВП 21.11.1915)